# Le Trésor de Malaisie
Pour plus de détails, voir Fiche technique et Distribution.
Le Trésor de Malaisie (titre original : Sandokan alla riscossa) est un film italo-ouest-allemand de Luigi Capuano sorti en 1964.

## Synopsis
Enfant, Sandokan est témoin du massacre de sa famille par le cruel William Drook. Mais il apprend qu'il est en fait l'héritier du trône de Malaisie. Voulant se venger de Drook, il part en quête de la couronne.

## Fiche technique
- Titre original : Sandokan alla riscossa
- Réalisation : Luigi Capuano
- Scénario : Luigi Capuano, Arpad DeRiso et Dietmar Behnke (version allemande) d'après le roman d'Emilio Salgari
- Directeur de la photographie : Bitto Albertini
- Montage : Antonietta Zita
- Musique : Carlo Rustichelli
- Costumes : Giancarlo Bartolini Salimbeni
- Production : Ottavio Poggi
- Genre : Film d'aventure
- Pays :  Italie,  Allemagne de l'Ouest
- Durée : 91 minutes
- Date de sortie :
  -  Italie : 13 août 1964
  -  Allemagne de l'Ouest : 26 mars 1965
  -  France : 23 mars 1966[1]
- Affiche : Constantin Belinsky (France)

## Distribution
- Ray Danton (VF : Jean-Claude Michel) : Sandokan
- Guy Madison (VF : Jacques Deschamps) : Yanez
- Franca Bettoia (VF : Lily Baron) : Samoa
- Mario Petri (VF : Yves Brainville) : William Drook (Charles Brooks en VF)
- Alberto Farnese (VF : Jacques Degor) : Tremal-Naik
- Mino Doro (VF : Michel Gatineau) : Lumbo
- Giulio Marchetti (VF : Gérard Férat) : Sagapar
- Sandro Moretti : Kammamuri
- Ferdinando Poggi : le complice de Teotokris
- Raf Baldassarre (VF : Georges Atlas) : Teotokris le grec
- Isarco Ravaioli (VF : Jacques Mancier) : Sitar (Sidar en VF)
- Franca Bettoja : une princesse

## Autour du film
Le film connaîtra une suite, Le Léopard de la jungle noire, sortie quelques mois plus tard.